# Çiftlikköy (Denizli)
Çiftlikköy ist ein Dorf im Landkreis Tavas der türkischen Provinz Denizli. Çiftlikköy liegt etwa 58 km südwestlich der Provinzhauptstadt Denizli und 13 km südwestlich von Tavas. Çiftlikköy hatte laut der letzten Volkszählung 265 Einwohner (Stand Ende Dezember 2010).